# Icewind Dale
Icewind Dale è un videogioco di ruolo sviluppato da Black Isle Studios pubblicato nel 2000. Il gioco è ambientato nella Valle del Vento Gelido (ossia Icewind Dale), una regione dei Forgotten Realms per Dungeons & Dragons, ma gli eventi hanno luogo decine di anni prima degli eventi descritti nei libri di R. A. Salvatore che hanno reso popolare l'area, fra i quali la Trilogia delle terre perdute.
Nel 2001 è stata pubblicata per il gioco un'espansione intitolata Icewind Dale: Heart of Winter

## Trama
Il gioco comincia nella cittadina di Easthaven, dove la compagnia di avventurieri del giocatore si sta riposando in una taverna locale. Subito dopo, il capo della cittadina, Hrothgar, invita gli avventurieri a prendere parte ad una spedizione verso un'altra cittadina, Kuldahar, da cui sono giunte recentemente voci di strani accadimenti. Prima che il gruppo sia riuscito a giungere a destinazione, subisce un'imboscata da parte di una banda di giganti del gelo; nell'agire, le creature causano una valanga che distrugge apparentemente l'intera spedizione con l'eccezione degli avventurieri del giocatore e blocca la strada che riportava a Easthaven.
La compagnia prosegue verso Kuldahar, dove incontra un arcidruido, Arundel. Il druido spiega che in seguito ad una forza maligna che sta terrorizzando Kuldahar, il magico anello di calore che circonda la grande quercia, attorno alla quale la cittadina è stata costruita, ha cominciato ad indebolirsi. Arundel invia quindi la compagnia per tentare di individuare la fonte maligna prima che il grande albero muoia, con la conseguente rovina di Kuldahar. Dopo un insuccesso nel tentativo di localizzare il male, Arundel chiede al gruppo di trovare un oggetto antico conosciuto come la Gemma del Cuore, così da scoprire più in fretta la fonte del male. Il gruppo controllato dal giocatore si avventura quindi in un tempio, dove Arundel crede sia custodita la gemma, solo per venire a conoscenza di una recente razzia e del furto della pietra. Comunque, Arundel è in grado di scoprire il luogo in cui si trovano i razziatori responsabili del furto, la caverna dell'Occhio del Drago. Dopo essersi fatta strada nella vasta rete di tunnel, la compagnia trova e sconfigge una potente creatura demoniaca, una Marilith di nome Yxunomei. Yxunomei sosteneva di stare usando la gemma per motivi personali, e menziona una vendetta e un'antica guerra con qualcuno che sarcasticamente definisce un "vecchio amico".
Quando il gruppo ritorna a Kuldahar, lo ritrova sotto un assalto di orog. Dopo aver raggiunto combattendo la capanna di Arundel, il giocatore conversa con un doppelganger che ha preso le sembianze di Arundel: rivela di essere colui che ha mosso guerra contro Yxunomei, e che il vero Arundel giace morente in un'altra zona della capanna, prima di scomparire. Con un ultimo respiro, il vero Arundel dice alla compagnia di portare la Gemma del Cuore a Larrel, che si trova nell'antica fortezza elfica della Mano Mozzata, poiché è l'unico ad essere capace di usarla. Sfortunatamente per il gruppo, dopo l'arrivo alla fortezza Larrel viene trovato insano di mente; l'uomo farfuglia parole sconnesse riguardo a qualcosa che avrebbe liberato la sua gente ora maledetta, insieme ad un indizio su come procedere. Dopo aver completato il compito richiesto, Larrel ritrova la sanità mentale e usa la Gemma del Cuore per scoprire la fonte del male, che apparentemente risiede nella città nanica degli abissi di Dorn.
Dopo essersi fatta strada attraverso le antiche profondità naniche, la compagnia raggiunge fratello Poquelin – il "cattivo" del gioco. Poquelin racconta di essere arrivato sul Piano Materiale in seguito all'esilio dal suo piano di esistenza imposto dai suoi superiori per vendicarsi della "perdita di controllo" su Yxunomei. Poquelin ha predetto che Yxunomei lo avrebbe seguito verso il Piano Materiale, così è andato alla ricerca di una base per le operazioni con l'intenzione di costituire una forza militare in grado di distruggere Yxunomei. Mentre stava facendo questo, è incappato nell'antico artefatto Creshininbon, che dichiara di essere stato "chiamato" a lui. Usando il suo potere per attrarre creature malefiche, Poquelin ha messo insieme un immenso esercito con il quale conquistare le terre della Valle del Vento Gelido. Dichiara che ogni cosa è andata secondo i piani, finché la spedizione di Hrothgar non è stata mandata a investigare sulle attività di Yxunomei nell'area attorno a Kuldahar; così ha mandato i suoi giganti del gelo a causare la valanga che ha distrutto la spedizione. Apparentemente, non ha visto come una minaccia la compagnia di avventurieri del giocatore finché non ha rubato la Gemma del Cuore da Yxunomei, dopodiché ha deciso di uccidere Arundel – l'unica persona che pensava fosse capace di usarla. Anche se la compagnia ha scoperto dove si trovava, grazie all'intervento di Larrel, Poquelin non è preoccupato, perché ormai le sue forze sono ammassate appena al di fuori di Easthaven. Dopo aver combattuto con Poquelin, il gruppo viene teletrasportato a Easthaven, attualmente in rovina e sotto il controllo dei giganti. Dopo aver liberato i cittadini sopravvissuti e aver parlato con il chierico di Tempus locale, la compagnia si muove verso il covo di Poquelin, il tempio di Easthaven, che è stato avvolto da una Cryshal-Tirith (elfico, significa "torre di cristallo"), cortesia di Creshininbon.
Alla fine, viene rivelato che la vera intenzione di Poquelin era riaprire la Pietra di Jerrod (un portale verso l'Abisso creato molto tempo prima), così da poter conquistare il Nord con un esercito di demoni al suo comando. Dopo l'apertura del portale però il locale chierico di Tempus scaglia se stesso dentro di esso, come il chierico Jerrod aveva fatto in precedenza, sigillandolo al costo della vita. Questo dà al gruppo abbastanza tempo per combattere Poquelin, ritornato alla sua vera forma – il demone Belhifet. Dopo aver sconfitto Belhifet e averlo ricacciato nell'Abisso, il Cryshal-Tirith collassa, ma la compagnia riesce a fuggire in tempo. Easthaven inizia la sua ricostruzione, e il gioco finisce con la compagnia vittoriosa. Nel finale a sorpresa, il narratore del gioco e Belhifet si rivelano essere la stessa entità; il demone dice che il suo imprigionamento (per mano della compagnia del giocatore), che dura ormai da centinaia di anni, sta per finire e che presto ritornerà a camminare sul Piano Materiale ancora una volta.
Se il giocatore segue un certo dialogo con Belhifet, viene rivelato che Creshininbon lo sta conducendo alla morte, tradendolo. L'artefatto infatti non sarà d'accordo con lo schema di Belhifet di aprire un portale demoniaco.

## Modalità di gioco
Lo stile del gioco di Icewind Dale è del tutto simile a quella di Baldur's Gate. Come quest'ultimo è basato sulle regole di AD&D2ed, modificate per poter essere adattate alle rigidità di un videogioco: il sistema di combattimento è un adattamento in quasi sistema real-time del normale sistema di combattimento a turni di Dungeons & Dragons, tiro di dado e tutto avviene automaticamente, senza che venga richiesta la partecipazione del giocatore, anche se è possibile mettere in pausa in ogni momento per assegnare gli ordini ai membri della compagnia di avventurieri (che normalmente viene definita con il termine inglese party).
Il giocatore inizia il gioco generando un party di fino a sei personaggi, ma non può reclutare PNG com'era possibile in alcuni altri giochi che sfruttavano l'Infinity Engine. La generazione del personaggio è pressoché identica a quella di Baldur's Gate, dove il giocatore deve tirare il dado virtuale per determinare le caratteristiche del personaggio (forza, destrezza, costituzione, saggezza, intelligenza e carisma), scegliere la razza e la classe, selezionare le competenze nelle armi (weapon proficiencies) e scegliere gli incantesimi iniziali che ritiene più utili per gli esperti di magia. Comunque, non appena il giocatore ha terminato di generare il party, i Personaggi Giocanti non hanno personalità selezionate, e sono tutti in grado di assumere il ruolo di "protagonista", con al massimo qualche differenza minore.
Una delle differenze che si nota di più rispetto a Baldur's Gate è il maggior numero di creature: ettin, orchi, goblin e orog, ad esempio, sono fra i principali nemici in questo gioco, mentre non erano presenti nell'originario Baldur's Gate. Altre differenze riguardano il pesante incremento del level cap, battaglie più grandi che possono arrivare a coinvolgere 20 o più nemici contemporaneamente e una maggiore possibilità nella selezione degli incantesimi – usati da o contro il party del giocatore, incantesimi di livello 6 e oltre fanno frequenti apparizioni nel corso del gioco.
A differenza di Baldur's Gate, il gioco fa uso di un sistema di generazione semi-casuale degli oggetti; in Baldur's Gate infatti, molti oggetti erano completamente pre-posizionati – ciò significa che gli stessi oggetti erano riposizionati nello stesso posto ogni volta che una partita veniva iniziata. In Icewind Dale comunque, molti oggetti della cui esistenza si viene a sapere solo svolgendo una quest (una missione di ricerca) sono scelti casualmente da un utile sistema di pre-generazione, così come gli oggetti raccolti dai cadaveri dei nemici più potenti, sebbene in maniera lievemente più casuale.

## Caratteristiche
Basato sull'Infinity Engine di BioWare, il gioco è caratterizzato da background pre-renderizzati e da una visuale isometrica con personaggi basati su sprite. Questo motore grafico era stato utilizzato per un precedente gioco di Black Isle Studios, Planescape: Torment. Icewind Dale è basato sulle regole di Advanced Dungeons & Dragons Seconda Edizione.
Rispetto ai suoi predecessori, Icewind Dale è più mirato al combattimento.
Le musiche di Icewind Dale sono state composte da Jeremy Soule, mentre le musiche di Icewind Dale II da Inon Zur, che ha anche composto la colonna sonora per Prince of Persia: Spirito guerriero.